# 位置選択性
位置選択性（いちせんたくせい、Regioselectivity）とは反応化学の用語のひとつ。ある基質に起こる反応が起こる位置（原子あるいは原子団）にいくつかの異なる可能性があるときに、実際の反応が何らかの要因により特定の位置で起こる性質。反応中間体や遷移状態の安定性の違いが位置選択性に反映され、その違いは立体的な要因、電気的な要因、非共有結合性相互作用、溶媒の関与、共鳴や超共役、電子軌道の形や電子密度、試薬の当量などさまざまな要因に由来する。
位置選択性の高い反応を 位置選択的（いちせんたくてき、Regioselective）であるといい、特に高い場合は 位置特異的（いちとくいてき、Regiospecific）であるという。
以下、代表例を示す。各例の詳細は各記事を参照。

## アンビデント求核剤
複数の原子から成る求核剤には、求電子剤との反応点を複数持つものがある。そのような求核剤はアンビデント求核剤 (ambident nucleophile) と呼ばれる。これらが求電子剤と反応するときに位置選択性が現れる。例えばシアネートイオン (NCO-) は炭素求電子剤 (RX) と反応するとき、イソシアネート (R-NCO) を選択的に与える。
RX + NCO- → R-NCO (not R-OCN)
亜硝酸イオン (NO2-) やスルフィン酸イオン (R'SO2-) は、基質や反応系の違いにより反応位置が異なる。
RX + NO2- → R-ONO（亜硝酸エステル）または R-NO2（ニトロ化合物）
RX + R'SO2- → R'S(=O)2R（スルホン）または R'S(=O)-OR（スルフィン酸エステル）

### 試薬の当量による制御
アセチルアセチル化合物 (CH3C(=O)CH2C(=O)-R) は、一当量の塩基を作用させると活性メチレン部位である CH2 からプロトンが引き抜かれてカルバニオンが発生し、求電子剤 (E) で捕捉すると内部炭素の置換生成物が得られる。
CH3C(=O)CH2C(=O)-R + 1 eq base → CH3C(=O)CH-C(=O)-R + E → CH3C(=O)CHEC(=O)-R
一方、二当量の強塩基を作用させるとメチル基からもプロトンが引き抜かれてジアニオンが発生する。そこへ求電子剤を一当量だけ作用させると、末端炭素の置換生成物が得られる。
CH3C(=O)CH2C(=O)-R + 2 eq base → CH2-C(=O)CH-C(=O)-R + 1 eq E → E-CH2C(=O)CH2C(=O)-R

## 付加反応

### 親電子的付加反応
アルケンにハロゲン化水素が付加するときに、水素はより多くの水素が結合している炭素上に結合する。この位置選択性の規則は発見者の名をとってマルコフニコフ則と呼ばれる。カルボカチオン中間体の安定性の差に由来する。
（例）CH2=CH-CH3 + HCl → CH3-CHCl-CH3

### 逆マルコフニコフ則
アルケンに対するヒドロホウ素化やラジカル付加などカルボカチオン中間体を経ない反応は、立体的な要因や超共役によりマルコフニコフ則と逆の選択性を示すことがある。このような反応を、逆マルコフニコフ的であるという。
（例）R-CH=CH2 + R'2BH → R-CH2-CH2-R'2B

### 求核的付加反応
α,β-不飽和ケトンに求核剤が付加するとき、求核剤の硬さ、軟らかさ（HSAB則）により 1,2-付加と1,4-付加に選択性が現れる。有機リチウム化合物など硬い求核剤は 1,2-付加生成物を、ギルマン試薬など軟らかい求核剤は 1,4-付加生成物を与える。1,4-付加反応はマイケル付加とも呼ばれる（下式）。

## 芳香族置換反応
置換ベンゼン (R-C6H5) に求電子剤を作用させて芳香族求電子置換反応を起こすとき、置換基 R の電気的な性質により反応位置に違いが生じる。R が電子供与基のときはオルト位、パラ位が、R が電子求引基のときはメタ位が選択的に置換される。前者が オルト-パラ配向性、後者が メタ配向性 である。これは芳香環の炭素の電子密度が官能基の電気的性質によって偏りが生じていることで説明される。さらにオルト位の置換反応は立体障害や官能基との相互作用によって影響を受ける。

## ペリ環状反応

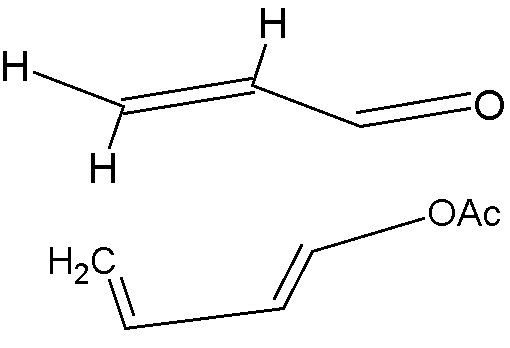
ディールス・アルダー反応の位置選択性

ディールス・アルダー反応などのペリ環状反応は、遷移状態の安定性により位置選択性が現れることがある。図はアクロレインと酢酸ブタジエニルとの環化反応で、基質が官能基を左右のどちらへ向けながら付加するかの位置選択性はHOMOとLUMOの重なりの良し悪しによる。